# Orimarga sanctaeritae
Orimarga sanctaeritae là một loài ruồi trong họ Limoniidae. Chúng phân bố ở miền Tân bắc.